# Symphoricarpos sinensis
Symphoricarpos sinensis là một loài thực vật có hoa trong họ Kim ngân. Loài này được Rehder miêu tả khoa học đầu tiên năm 1911.